# Dolziger Str.2
Dolziger Str. 2 (Dolziger Strasse Zwei) est le troisième album studio du groupe français Odezenne.

## Description
Il est sorti le 13 novembre 2015 sous le label tôt ou tard. Le titre vient de l'adresse de l'appartement qu'occupaient les membres du groupe durant l'enregistrement de l'album à Berlin.
Dans l'édition limitée de l'album, le CD est notamment enroulé dans un drapeau sérigraphié et mis sous vide avec un morceau de la porte du studio dans lequel l'album a été enregistré.

## Pochette
La pochette de l'album est composée d'un losange bleu dessiné à main levée pixelisé en dessous duquel le titre de l'album est inscrit dans la même couleur dans une police avec empattements.
Ce losange viendrait, selon la boutique en ligne du groupe, d'un signe en langage des cambrioleurs. Le losange voudrait dire « maison libre ». En effet, le losange serait dessiné à la craie en tout petit sur la chambranle des portes.

## Liste des morceaux
| No  | Titre                   | Durée |
| --- | ----------------------- | ----- |
| 1.  | Un corps à prendre      | 3:59  |
| 2.  | Bouche à lèvres         | 3:49  |
| 3.  | Vilaine                 | 2:38  |
| 4.  | Cabriolet               | 4:44  |
| 5.  | Souffle le vent         | 3:12  |
| 6.  | Vodka                   | 2:50  |
| 7.  | Boubouche               | 3:38  |
| 8.  | Ciao ciao               | 2:16  |
| 9.  | Satana                  | 3:16  |
| 10. | On nait on vit on meurt | 3:48  |